# Ännikse
Ännikse – wieś w Estonii, w prowincji Parnawa, w gminie Varbla.